# Storia di Agiaria
Questa pagina si riferisce alla storia della provincia autonoma georgiana di Agiaria.

## Agiaria antica e medievale
Secondo gli archeologi, la regione è stata abitata fin dal neolitico, occupata fin dall'antichità da una tribù georgiana di Moskhs; il territorio di Agiaria fu una provincia della Colchide nel VII-III secolo a.C. Nel tardo IV secolo a.C., parte della regione formava una contea (saeristavo) del Regno di Iberia. Colonizzata da mercanti greci nel V e IV secolo a.C., l'Agiaria costiera successivamente cadde sotto il dominio romano. Bathus (Bathys, l'attuale Batumi) e Apsaros (Apsaruntos, l'odierna Gonio) erano a quel tempo città chiave e fortezze. Gli scavi archeologici hanno portato alla luce le rovine di un'antica e ricca città a Pichvnari, nei pressi dell'odierna cittadina di Kobuleti. Nel II secolo d.C., Bathus fu un'importante base militare per le legioni romane. Apsaros era famosa per il suo teatro.
L'inizio dell'era cristiana in Agiaria veniva collegato con i nomi di Sant'Andrea, San Simone il Cananeo e Matata. San Mattia si è pensato fosse sepolto nella fortezza di Gonio, vicino a Batumi.
Nel II secolo d.C., l'Agiaria venne incorporata nel regno di Lazica. La fortezza chiave della provincia di Petra (Tsikhisdziri) servì nel 542-562 come campo di battaglia durante la guerra lazica tra bizantini e persiani.
Nel IX secolo, la regione fu divisa tra due stati georgiani, Tao-Klarjeti e il Regno di Abcasia.
Nell'XI secolo, l'Agiaria divenne parte del regno georgiano unificato, governato dai regnanti di Samtskhe-Saatabago. La regione venne devastata dai selgiuchidi nell'XI secolo e dai mongoli nel XIII secolo. Dopo la disintegrazione della monarchia georgiana e le successive guerre interne, l'Agiaria passò di mano in mano fino a diventare nel 1535 una parte del principato di Guria. I genovesi vi fondarono a quel tempo una delle loro "filiali" commerciali, sul Mar Nero, nella città fortificata di Gonio.

## L'Agiaria sotto il governo ottomano
Nel 1547 gli ottomani invasero la provincia impossessandosi di Batumi. Liberata dal principe Rostom Gurieli di Guria nel 1564, la regione cadde nel 1582 di nuovo sotto il dominio turco. Nel 1609, il principe Mamia Gurieli liberò temporaneamente Batumi. Tuttavia, nel 1614, Guria perse la provincia per mano degli gli ottomani. La regione venne divisa in due sangiak e sottomessa al pascià di Childir (Akhaltsikhe). Parte degli agiari fuggirono in altre regioni georgiane, mentre quelli che rimasero vennero costretti a convertirsi all'Islam. Nonostante tutto, fino al 1770-1780, la maggior parte dei contadini agiari erano cristiani. Il governo ottomano divenne più compatto nel tardo XVIII secolo e il processo di islamizzazione venne ad accelerarsi specialmente dopo il 1820-1830. Durante la Guerra di Crimea del 1853-1856 e la guerra russo-turca del 1877-1878, migliaia di agiari vennero reclutati nell'armata ottomana.

## L'Agiaria sotto il governo russo
Gli ottomani cedettero l'Agiaria (chiamata Agiaristan sotto il dominio turco) all'impero russo il 3 marzo 1878. Sotto l'oppressione russa dell'Islam, migliaia di musulmani abbandonarono la regione in cerca di asilo in Turchia in un processo di immigrazione chiamato Muhajiroba (vedi Muhàjir). Finanziata dagli ottomani, un'organizzazione terroristica, nota come i Vendicatori, tentava di uccidere funzionari e ufficiali russi, insieme agli agiari che collaboravano con la presenza imperiale. Ciononostante, molti agiari furono fedeli alla Russia poiché trovavano migliore opportunità di essere riunificati con gli altri georgiani.
Il congresso di Berlino del 1878 dichiarava la capoluogo regionale di Batum un porto franco o porto libero. La città divenne un importante scalo marittimo e industriale verso la fine del decennio del 1880. All'inizio del XX secolo, Batumi venne ad essere collegata ai campi petroliferi di Baku da uno dei più antichi oleodotti (oleodotto di Baku-Batumi) e una ferrovia, diventando così uno dei porti più importanti del mondo. Il 22 giugno 1892 la "Markus", una grande nave cisterna, partita da Batumi per Bangkok, Thailandia, diventò la prima petroliera a transitare per il Canale di Suez.
La regione (chiamata Oblast di Batum sotto l'amministrazione russa) fu testimone di numerosi scioperi e repressioni cruenti durante la rivoluzione russa del 1905-1907.
Nel corso della prima guerra mondiale, i muhàjir agiariani (emigranti in Turchia) formarono una divisione dentro l'esercito turco. Con l'evacuazione delle forze russe in seguito al cessate il fuoco del 18 dicembre 1917, la 37ª divisione caucasica ottomana entrò a Batum, il 14 aprile 1918.
Nel 1915, l'amministrazione russa iniziava un processo di deportazione dei “refrattari” musulmani, sudditi russi, dalla regione di Batumi verso le province interne russe, sollevando proteste da parte degli intellettuali georgiani. Subito dopo, i deputati georgiani della Duma russa dichiararono i musulmani che stavano deportando non turchi ma agiari, ovvero “georgiani, nonostante la religione musulmana, e dunque russi fedeli”. Come risultato delle loro proteste, il granduca Georgij Michajlovič fu a capo di un'indagine terminata con i suoi voluminosi rapporti e con la conclusione che non risultava ci fossero agiari ostili al regime russo. Venivano biasimati i cosacchi e gli armeni per le insinuazioni di infedeltà verso gli agiari, accusando loro invece di istigare confronti violenti con i musulmani locali.  Alla fine, il granduca Nikolaj Nikolaevič venne persuaso a incontrare i leader agiari, riconoscendone appieno la fedeltà. Fu solo dopo la rivoluzione russa del 1917, il 26 gennaio del 1918, che l'indagine riguardo al presunto tradimento agiaro venne chiusa.

## Occupazione britannica

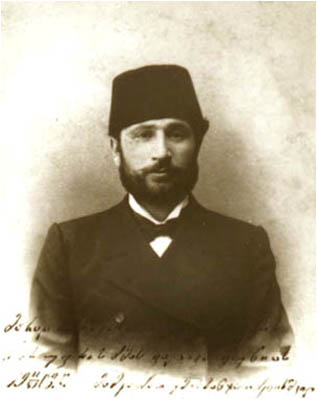
Memed Abashidze, leader del Mejlis agiaro

Il 12 gennaio del 1919 le forze di spedizione britanniche sbarcarono a Batumi per rimpiazzare le truppe turche. Il Consiglio per la Regione di Batum - presieduto dal cadetto russo P. Maslov - venne designato per governare l'Agiaria come un'autorità provvisoria, dal 21 dicembre 1918 al 28 aprile 1919. Il Comitato di Liberazione dei Musulmani della Georgia, guidato da Memed Abashidze durante gli anni 1918–1919, aveva ripetutamente parlato della creazione di autonomia riguardo ai principi religiosi dentro i confini della Georgia. Per fare ciò, il 13 settembre 1919, un prototipo di parlamento, il Mejlis, venne convocato a Batum. Sebbene la fazione di Abashidze difendesse strenuamente l'unione con la Georgia, la strada verso l'autonomia era difficile, anche tra gli agiari pro-georgiani. Un altro gruppo, meno numeroso, noto come Seday Mileth (turco: la "voce del popolo") diffondeva idee a favore e a sfavore dei turchi.
Il 15 agosto 1919, iniziava dal Caucaso la ritirata delle truppe britanniche. Il comando di divisione stanziato a Batum partì per Costantinopoli, dando le consegne al governatore militare di Batum – Br. Gen. W. J. N. Cooke-Collis. Il 4 marzo del 1920 questi, come stabilito, era stato designato al comando della forza inter-alleata stanziata a Batum, che si ritirò il 14 luglio del 1920.

## L'Agiaria nella Repubblica Democratica di Georgia
L'amministrazione britannica cedette la regione alla Georgia il 20 luglio 1920. I bolscevichi e gli agenti russi organizzarono una serie di sabotaggi e atti terroristici.  L'amministrazione della Georgia democratica accettò l'idea dell'autonomia di Agiaria , sebbene fosse stata realizzata soltanto sotto il governo sovietico.
Durante l'invasione sovietica della Georgia, le forze turche occuparono Batumi l'11 marzo 1921 e tennero la città fino a quando non furono scacciate dalle truppe georgiane comandate dal generale Giorgi Mazniashvili il 18 marzo 1921. Il giorno successivo venne dichiarato il governo sovietico a Batumi. La Turchia riconobbe la regione come parte della RSS Georgiana come stabilito nel trattato di Kars turco-sovietico (16 marzo 1921).

## L'Agiaria sotto il governo sovietico
Il 16 luglio 1921, il governo sovietico dichiarò costituita la Repubblica Socialista Sovietica Autonoma di Agiaria. La Turchia cedette la regione ai bolscevichi a condizione che le fosse concessa autonomia, motivata dal fatto che ci fossero musulmani tra la popolazione mista dell'Agiaria. Si è anche ipotizzato che Mosca cercasse di evitare di concedere il completo controllo alla Georgia sull'importante porto del Mar Nero di Batumi  sostenendo le inclinazioni comuniste tra i musulmani etnici rimasti in Turchia. Sotto Stalin, l'Islam, come il Cristianesimo, venne represso.
Nell'aprile del 1929, gli abitanti dei villaggi musulmani della regione montana di Agiaria insorsero in armi contro la forzata collettivizzazione e la persecuzione religiosa. Con l'intervento delle truppe sovietiche la rivolta fu rapidamente domata e migliaia di agiari vennero deportati.

## L'Agiaria sotto Aslan Abashidze

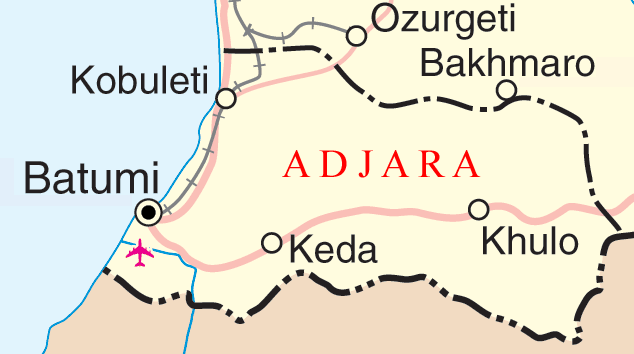
Agiaria

Bandiera dell'Agiaria dal 2000 al 2004

In seguito alle prime elezioni democratiche parlamentari e presidenziali della Georgia, il presidente Zviad Gamsakhurdia nominò (15 marzo 1991) Aslan Abashidze come capo del Consiglio Supremo di Agiaria, sperando che quest'ultimo favorisse l'annullamento dello stato autonomo della regione. Tuttavia, quando Gamsakhurdia propose di abolire l'autonomia agiara, Abashidze radunò gli agiari, specialmente i musulmani della regione, sollevando proteste e creando tensioni con le autorità centrali georgiane. Il 22 aprile del 1991, i dimostranti favorevoli ad Abashidze infuriavano davanti ai palazzi amministrativi nel centro di Batumi chiedendo le immediate dimissioni di molti funzionari. Le proteste vennero effettivamente sfruttate da Abashidze per stabilire la sua propria base di potere nella regione. Gamsakhurdia, già fronteggiando seri problemi interni a Tbilisi, preferì non interferire negli eventi agiari. Nel disordine, Nodar Imnadze, presidente della camera di Abashidze del Soviet Supremo e il più grande sostenitore di Gamsakhurdia ad Adjara, venne ucciso i circostanze alquanto oscure. La versione fornita da Batumi informava che le guardie spararono su Imnadze mentre questi tentava di far saltare l'ufficio di Abashidze con una pistola in mano. I media controllati da Tbilisi diedero semplicemente alle stampe dei necrologi senza specificare altro. Tuttavia molte asserzioni furono fatte sul fatto che Imnadze fosse stato ucciso dallo stesso Abashidze durante una discussione nel suo ufficio.
Sotto lo stretto controllo di Abashidze sull'autonomia, l'Agiaria godette di una relativa stabilità politica e prosperità economica durante la guerra civile georgiana. Ad ogni modo, la maggioranza degli agiari rimase in condizioni di povertà, nonostante i numerosi progetti economici e gli investimenti stranieri. Il 24 ottobre 1997, l'Agiaria divenne un membro effettivo dell'Assemblea delle Regioni Europee (ARE).
Le relazioni tra le autorità centrali e regionali furono tese. La leadership agiara spesso rifiutava di pagare le tasse all'amministrazione centrale. Abashidze prese il controllo sulla dogana, lo scalo portuale di Batumi e altri luoghi strategici, creando le sue proprie unità armate semi-ufficiali e prendendo pieno controllo della 25ª brigata stanziata a Batumi del Ministero della Difesa della Georgia.
Il governo centrale dichiarava che l'unità militare russa stanziata a Batumi fosse la base del potere del potente uomo agiaro e criticava Abashidze per il suo orientamento filo-russo.
L'ex-presidente georgiano Eduard Shevardnadze visitò la regione molte volte durante il suo governo (1992-2003) per tentare di riconciliarsi con Abashidze. Essi pervennero così a un tipo di compromesso in base al quale l'Agiaria otteneva uno stato di autonomia più ampia, mentre Abashidze evitava di candidarsi alla presidenza della Georgia, e Shevardnadze permetteva ad Abashidze di mantenere il potere sull'Agiaria.  Il partito di quest'ultimo, l'Unione per la Rinascita Democratica della Georgia, cooperò con il partito dell'Unione dei Cittadini Georgiani di Shevardnadze nelle elezioni parlamentari del 1995, ma ruppe i rapporti con Shevardnadze dopo le elezioni.
Il Partito della Rinascita di Abashidze ottenne trenta seggi nel parlamento georgiano, e venne visto come un'opposizione moderata verso il governo centrale di Tbilisi. Dopo le elezioni manipolate del 2003 e la conseguente cosiddetta "rivoluzione delle rose" nella Georgia, Abashidze descrisse l'estromissione di Shevardnadze, del novembre del 2003, come un "violento colpo di stato".

## Crisi agiara
Il 23 novembre 2003, immediatamente dopo la caduta di Shevardnadze, Aslan Abashidze dichiarava lo stato di emergenza nella regione. Nonostante questo, l'Agiaria prese parte alle elezioni presidenziali georgiane del 4 gennaio 2004, vinte da Mikheil Saakašvili, il quale ordinò al leader agiaro di conformarsi alla costituzione georgiana e iniziare il disarmo. Nel maggio del 2004, Abashidze dichiarò che le forze georgiane si stavano preparando per invadere l'Agiaria, per cui ordinò di far saltare i ponti che collegavano la regione con il resto della Georgia. Lo stato di emergenza fu seguito dalle dispersione dei manifestanti dell'opposizione locale, come quella del 4 maggio. Ciò si dimostrò un catalizzatore anche per le successive dimostrazioni più grandi avvenute nello stesso giorno. Decine di migliaia di manifestanti provenienti da tutta l'Agiaria si riversarono a Batumi per chiedere le dimissioni di Abashidze. Il 6 maggio, l'opposizione di Abashidze divenne insostenibile, quando i contestatori locali presero il controllo del centro di Batumi e le forze speciali georgiane entrarono nella regione iniziando a disarmare i gruppi favorevoli ad Abashidze. Dopo i colloqui avvenuti nella notte con il funzionario russo Igor Ivanov, Abashidze diede le dimissioni e partì per Mosca.

## Epoca post-abashidze

Bandiera dell'Agiaria (adottata nel 2004)

Il 7 maggio 2004 all'Agiaria venne imposto il governo presidenziale diretto, istituendo un Consiglio Interim di 20 membri, presieduto da Levan Varshalomidze, per agevolare la Repubblica Autonoma prima delle imminenti elezioni locali.
Le elezioni parlamentari regionali si tennero il 20 giugno. Il partito avallato dal presidente Saakašvili prese 28 seggi su 30 nel corpo legislativo locale. I rimanenti due seggi vennero occupati da i precedenti alleati di Saakašvili, membri del Partito Repubblicano. Da parte dei Repubblicani, che avevano preso meno del 15 per cento dei voti, ci furono accuse non comprovate riguardo a brogli elettorali. Il 20 luglio, il Consiglio Supremo Agiaro ratifica Levan Varshalomidze come presidente del Governo della Repubblica Autonoma.
La politica regionale del governo, sia centrale che locale, venne a focalizzarsi intorno agli investimenti stranieri nella regione. A questo proposito venne lanciata una campagna di privatizzazione su larga scala.
L'opposizione georgiana e alcuni osservatori europei criticano lo stato attuale dell'Agiaria, dicendo che il governo centrale georgiano ha portato lo stato di autonomia a un livello nominale.  Alcune reclami sono stati fatti riguardo alla violazione dei diritti umani, particolarmente tramite i mass media.
La presenza militare russa ha rappresentato un'altra sfida per la regione. La Russia aveva promesso, al summit OSCE del 1999 svoltosi a Istanbul, di togliere la sua base militare; il processo in corso protratto dei successivi negoziati rimasero una fonte di grande tensione con la Georgia fino a che la base non venne smantellata verso il 2008.